# Проривання корпоративної завіси
Підняття корпоративної завіси (або вуалі), в британському, американському праві відома як англ. piercing the corporate veil; alter ego doctrine; alter ego theory — це ситуація заперечення корпоративної правосуб’єктності компанії, коли відмінність між компанією та особою, яка за нею стоїть, заперечується в тій мірі, в якій це необхідно для вирішення спору, що виникло через те, що правосуб'єктність компанії була лише фасадом (симуляцією, пустою оболонкою) або зловживанням. Підняття  (пронизування) корпоративної завіси відноситься до ситуації, коли суди визнають недійсною обмежену відповідальність і скасовують її. Це правова ситуація в комерційному праві, а особливо в корпоративному праві, яка передбачає, що акціонери несуть солідарну відповідальність за борги компанії в певних випадках, чим чітко роз’яснюється її правовий принцип відмови від прав особистості. Таким чином, коли корпоративну завісу піднято, бенефіціари отримують відповідальність незалежної юридичної особи, що є засобом захисту кредиторів від явних зловживань з боку засновників юридичних осіб, які їх контролюють.
У правовій доктрині підняття корпоративної завіси з корпорації розглядається як низка сформованих судовою практикою винятків із принципу самостійності та незалежності корпорації, які пояснюють випадки відмови від ознаки обмеженої відповідальності юридичної особи.

## Використовувані назви
Інші назви, що використовуються: «пронизування корпоративної вуалі», «зняття корпоративної вуалі»,
«підняття корпоративної завіси», «підняття копоративної вуалі», «проривання корпоративної завіси», «проникнення за корпоративну вуаль», також англ. «lifting the corporate veil», нім. «Durchgriffshaftung» в німецькому праві, «нід. doorbraak van aansprakelijkheid» — в праві Нідерландів. В роботах різних авторів у правовій літературі використовуються також такі синонімічні поняття: прокол корпоративної вуалі, проникнення за корпоративну оболонку, відкриття корпоративної завіси, «доктрина «обманного використання корпоративної форми». 

Корпоративна вуаль — стан, коли акціонери компанії не несуть відповідальність за борги підприємства. Принцип обмеженої відповідальності корпорацій є основою корпоративної вуалі. Така  «корпоративна завіса» є бар’єром, що відокремлює юридичну особу від її учасників.

## Мета
Мета зняття корпоративної вуалі полягає у врегулюванні дисбалансу інтересів, що виникає між учасниками правовідносин внаслідок зловживання обмеженою відповідальністю і автономністю корпорації.

## Огляд
Корпорація наділяється окремою особистістю від своїх членів і пов’язаних сторін (акціонерів, посадових осіб тощо) і стає незалежним суб’єктом прав і обов’язків. Компаніям надається правосуб'єктність, оскільки вони виконують функції, корисні для національної економіки. Таким чином, у випадках, коли корпоративною правосуб’єктністю зловживається або коли корпоративна правосуб’єктність зведена до простої формальності, компанія не виконує функцію, корисну для національної економіки, то у певних випадках визнання формальної незалежності корпорацій може мати наслідки, які суперечать справедливості або коли дії компанії є серйозними порушеннями. У таких випадках ототожнення корпорації з людьми, які стоять за нею (контролюючими акціонерами, менеджерами тощо), призводить до заперечення корпоративної особистості. Це відрізняється від розпуску компанії у тому сенсі, що воно не призводить до припинення права власності. 
Таким чином, правосуб'єктність компанії заперечується в обсязі, необхідному для вирішення справи, а компанія та ті, хто за нею стоїть, прирівнюються. Так, Alter ego doctrine є доктриною ототожнення юридичної особи та її членів. Наслідком застосування відмови від правосуб’єктності є те, що сторони за лаштунками (контрольні акціонери, керівники тощо) матимуть ті самі борги, що й борги компанії (позитивний ефект права). 
Неправомірна поведінка корпорацій може включати такі зловживання, де, наприклад, відбувається змішування особистих і корпоративних активів або коли йдеться про недостатню капіталізацію під час реєстрації. Суди скасовують обмежену відповідальність і покладають на акціонерів або директорів корпорації особисту відповідальність за дії або борги такої корпорації. Найчастіше це зустрічається в закритих корпораціях.
У різних юрисдикціях США підставами для прориву корпоративної завіси можуть бути випадки, коли корпорація, про яку йдеться, є лише альтер-его або просто інструментом материнської компанії чи її акціонерів; або кіснує надмірний контроль у поєднанні з порушеннями в діяльності корпорації; або корпорація перебуває під впливом і контролем особи, яка є її альтер-его — існує єдність інтересів і власності так, що одне є невіддільним від іншого, а фіктивність окремої юридичної особи уможливлює шахрайство або сприяє несправедливості; або акціонер використовував корпорацію як свого агента для ведення бізнесу в індивідуальній якості; або учасник (учасники) мав намір використати корпорацію для вчинення фактичного шахрайства, а корпорація вчинила фактичне шахрайство насамперед для прямої особистої вигоди відповідача; корпорація використовується для уникнення юридичних обмежень щодо фізичних або корпорацій; або сторона приховує або не розкриває істотний факт, про який їй відомо, інша сторона не знає про цей факт і не має рівних можливостей дізнатися правду, сторона має намір, щоб інша сторона вчинила певні дії, приховуючи або не розкриваючи факт, і інша сторона зазнає шкоди в результаті дій, не знаючи про нерозкритий факт.
Загальноприйнятий факт, що майно та відповідальність юридичної особи є відокремленими від фізичної особи, використовується недобросовісними боржниками для уникнення відповідальності перед кредиторами. І загалом, кредитори не мають права позову проти корпоративних акціонерів, якщо дотримані всі формальності. Однак, коли компанія створюється шахрайським шляхом з метою уникнення відповідальності, кредитори можуть проникнути крізь корпоративну завісу. У цих випадках суд притягне принципала до відповідальності відповідно до доктрини вищого рівня. Тягар встановлення відповідальності alter ego лежить на позивачі. Хоча законодавство в різних штатах відрізняється, суди, як правило, мають сильну презумпцію проти прориву корпоративної завіси і роблять це лише у випадках серйозних порушень.
Партнери несуть повну відповідальність, якщо юридичну особу компанії було створено таким чином, щоб відволікти від неї обов'язки шляхом створення фіктивних компаній або установ і таким чином компанія є справжнім маскуванням агентів. Зазвичай компанія розглядається як корпоративна юридична особа, яка несе повну відповідальність за борги та є єдиним бенефіціаром кредиту, і країни підтримують цей принцип поділу особистості (принцип, згідно з яким юридична особа є відокремленою від своїх засновників і учасників, і самостійно відповідає за своїми зобов'язаннями, та не відповідає за зобов'язання її учасника), але у виняткових ситуаціях юридична особа не враховується, суд скасовує або ігнорує корпоративний статус групи акціонерів, посадових осіб і директорів корпорації щодо їхньої обмеженої відповідальності (яка закладена в основу концепції існування юридичної особи) і тоді, через розривання корпоративної завіси, обов'язки юридичної особи змішуються з правами чи обов'язками її власників.